# FK Sloboda Tuzla
Der FK Sloboda Tuzla ist ein bosnisch-herzegowinischer Fußballverein aus der drittgrößten Stadt des Landes Tuzla.
Der Verein ist Mitglied des Bosnischen Fußballverbandes und war überwiegend in der Premijer Liga von Bosnien und Herzegowina aktiv. Seit dem Abstieg aus der Premijer Liga 2024/25 spielt der Verein ab der kommenden Saison erneut in der Ersten Liga der Föderation Bosnien und Herzegowina.

## Geschichte

Altes Logo

Sloboda Tuzla gehört zu den ältesten Vereinen Bosnien und Herzegowinas. Der Vereinsname FK Sloboda bedeutet übersetzt „Fußball-Klub Freiheit“. Sloboda spielte bis 1992 in der 1. jugoslawischen Liga. Dort waren ein dritter Platz in der Saison 1976/77 sowie der inoffizielle Titel zur Herbstmeisterschaft 1989 die größten Erfolge.
Auch nach der Unabhängigkeit Bosnien und Herzegowinas blieb der Verein bislang ohne Meistertitel. In der Saison 2008/09 erreichte er mit Rang 3 seine bislang beste Platzierung in der Premijer Liga. In der Saison 2013/14 unter der Leitung von Miroslav Blažević erreichte der Verein den 1. Platz in der Prva Liga FBiH bzw. wurde Meister und stieg in die Premijer Liga auf.
Seit der Saison 2023/24 ist man wieder zweitrangig. Der Verein belegte am Ende der Saison 2022/23 den letzten Platz ohne einen Auswärtssieg.

## Stadion
Das Stadion Tušanj ist das Stadion, in dem FK Sloboda Tuzla seit 56 Jahren seine Heimspiele austrägt. Es ist nach dem Stadtteil Tušanj in Tuzla benannt. Mit dem Bau des Stadions wurde im Frühjahr 1947 begonnen. Die Arbeiten wurden im Streik durchgeführt, wobei täglich Brigaden junger Leute aus den damaligen Stadtteilen und aus den Schulen kamen und Arbeiter des Unternehmens mithalfen. Die schwierigen Zeiten nach dem Zweiten sowie die Tatsache, dass sich das Wettbewerbssystem in diesen Jahren ständig änderte und sich auch Slobodas Ambitionen änderten, trugen jedoch dazu bei, dass die Arbeiten am Stadion Tušanj langsamer vorankamen. Damals spielte Sloboda auf dem Feld von Proleter aus Kreka. Das Feld befand sich an der Stelle des heute neu errichteten Einkaufszentrums Tuš auf Irac.

## Fanszene
Die Fans der Heimmannschaft im Stadion Tušanj, die als Fukare Tuzla bekannt sind, wurden 1987 gegründet. Der Name stammt von Red-Black Killers aus den frühen 1970er Jahren.

## International
Obwohl FK Sloboda schon als Klub lange existiert, war der Verein nicht mit großen Erfolgen überschüttet worden. In der Saison 1977/78 nahm der Verein am UEFA-Pokal teil, scheiterte aber bereits in der 1. Runde an UD Las Palmas. Ansonsten qualifizierte sich der Verein hin und wieder für den UI-Cup, an dem man zuletzt 2004 teilnahm.
Sportlich hätte der 3. Ligaplatz 2009 zur Teilnahme an der Qualifikation zur Europa League 2009/10 berechtigt, jedoch erhielt der Verein keine UEFA-Lizenz.
| Saison  | Wettbewerb                 | Runde        | Verein           | Heim | Gast | Gesamt          |
| ------- | -------------------------- | ------------ | ---------------- | ---- | ---- | --------------- |
| 1977/78 | Uefa Cup                   | 1. Runde     | UD Las Palmas    | 4:3  | 0:5  | 4:8             |
| 1978    | UEFA Intertoto Cup         | Gruppenphase | Maccabi Netanja  | 2:2  | 2:2  | 4:4             |
|         |                            |              | IF Elfsborg      | 3:2  | 0:1  | 3:3             |
|         |                            |              | Lillestrøm SK    | 2:1  | 3:1  | 5:2             |
| 2003    | UEFA Intertoto Cup         | 1. Runde     | KA Akureyri      | 1:1  | 1:1  | 2:2 (3:2) n. E. |
|         |                            | 2. Runde     | Lierse SK        | 1:0  | 1:5  | 2:5             |
| 2004    | UEFA Intertoto Cup         | 1. Runde     | NK Celje         | 1:0  | 1:2  | 2:2             |
|         |                            | 2. Runde     | Spartak Trnava   | 0:1  | 1:2  | 1:3             |
| 2016/17 | UEFA Europa League 2016/17 | 1. Runde     | Beitar Jerusalem | 0:0  | 0:1  | 0:1             |

## Spieler
- Jusuf Hatunić (1969–1976)
- Muhamed Konjić (1989–1992)
- Vedin Musić (1994–1996)
- Said Husejinović (2006–2008, 2018–2019, 2020–)
- Darko Todorović (2014–2018)

## Trainer
- Miroslav Blažević (2014)
- Gradimir Crnogorac (2019–2021)
- Mladen Žižović (2021–2022)
- Danijel Pranjić (2023)
- Zlatan Nalić  (2018–2019, 2023–2024)

## Erfolge

### Liga
- Premijer Liga: Vizemeister (1): 2015/16
- Erste Liga der Föderation Bosnien und Herzegowina: Meister (2): 2013/14, 2023/24
- Jugoslawische Erste Liga: Dritter Platz (1): 1976/77
- Jugoslawische Zweite Liga: Meister (1): 1958/59

### Pokalwettbewerbe
- Bosnischer Fussball-Cup: Finalist (7): 1994/95, 1995/96, 1997/98, 1999/00, 2007/08, 2008/09, 2015/16
- Jugoslawischer Fußballpokal: Finalist (1): 1970/71
- Jugoslawischer Liga Pokal: Sieger (1): 1971/72, Finalist (1): 1972/73

### Europäische Wettbewerbe
- UEFA Intertoto Cup: Sieger (1): 1983 (Gemeinsamer Gewinner)